# BBC Arabic Television
Арабское Телевидение Би-би-си (англ. BBC Arabic Television) — британский международный информационный арабоязычный общественный телеканал. Входит в BBC.

## История
Этот канал — не первая попытка компании Би-би-си организовать телевизионное вещание в арабском мире. Предыдущий канал был закрыт 21 апреля 1996 года — через 2 года вещания, после того как партнёр по вещанию компания Orbit Communications Corporation (принадлежащая принцу Халиду — кузену короля Саудовской Аравии Фахда) прекратила партнёрство после показа эпизода в котором критиковалось правительство Саудовской Аравии. Многие из числа персонала канала после его закрытия перешли на работу в телекомпанию Аль-Джазира. Ранее канал был анонсирован в октябре 2005 года, и начал вещание летом 2007 года, но вещание было отменено. Вещание начато 11 марта 2008 года. Канал был запущен BBC World Service на средства гранта выделенного британским Форин-офисом. В 2011 году британское правительство сократило финансирование BBC World Service, тем самым заставив закрыть каналы на пяти языках, но при этом увеличило финансирование канала Арабского Телевидения Би-би-си, что, по словам министра иностранных дел Великобритании Уильяма Хейга, было сделано для поддержки Арабского Телевидения Би-би-си в его полезной работе в регионе.

## Конкуренты
- Al-Alam
- Аль-Арабия
- Alhurra
- Аль-Джазира
- DW Arabia
- France 24 Arabic
- Русия аль-Яум
- CCTV Arabic
- Sky News Arabia